# José Calasanz Rosenhammer
José (Josef) Calasanz Rosenhammer OFM (* 1. Januar 1900 in Mauerkirchen als Josef Rosenhammer; † 26. April 2003 in San Ignacio de Velasco) war ein oberösterreichischer Missionsbischof in Bolivien.

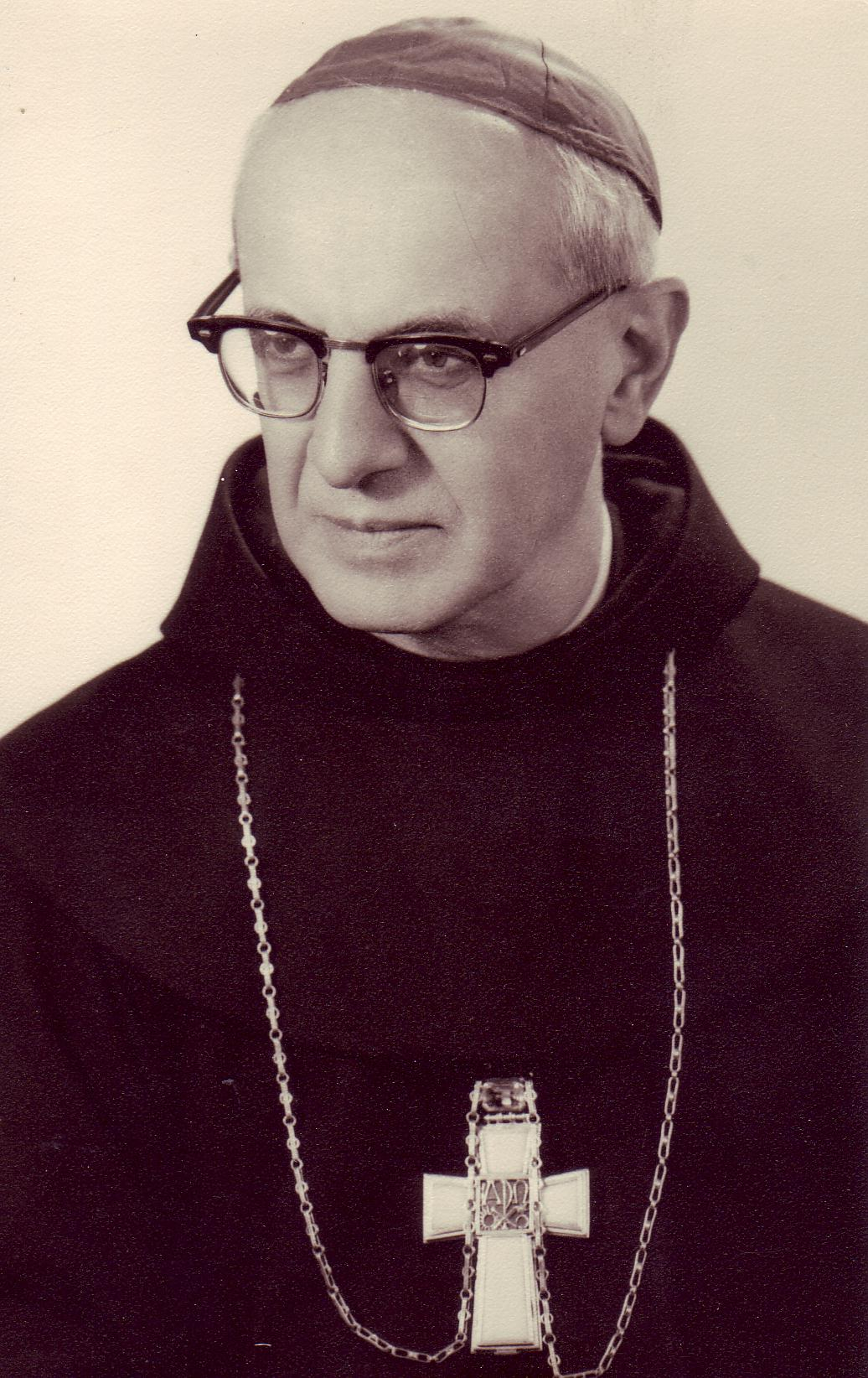
Bischof José Calasanz Rosenhammer OFM

## Leben
Josef Rosenhammer wuchs in ärmlichen Verhältnissen auf. Im Jahre 1911 kam er zur Schulausbildung an das Franziskanergymnasium nach Hall in Tirol. Vier Jahre später begann er in der Tiroler Franziskanerprovinz das Noviziat, wo er den Ordensnamen Josef Calasanz annahm und nach seinem Theologiestudium am 27. Juli 1923 die Priesterweihe empfing. Ab dem Jahre 1925 arbeitete er als Erzieher in dem Schülerheim „Leopoldinum“ in Hall in Tirol, das er ab 1935 auch leitete.
Nach der Aufhebung des Internats durch die Nationalsozialisten im Jahre 1938 meldete sich Josef Calasanz Rosenhammer für die Mission in Bolivien und konnte gerade noch vor seiner Verhaftung ausreisen. In Bolivien war er zuerst als Seelsorger, Pfarrer, Klosteroberer und Provikar des Missionsgebietes tätig.
Am 12. Mai 1949 ernannte ihn Papst Pius XII. zum Apostolischen Vikar von Chiquitos und zum Titularbischof von Ampora. Die Bischofsweihe spendete ihm der Apostolische Nuntius in Bolivien, Erzbischof Giuseppe Burzio, am 21. August desselben Jahres. Mitkonsekratoren waren der Erzbischof von La Paz, Abel Isidoro Antezana y Rojas CMF, und sein Amtsvorgänger Juan Tarsicio Senner OFM, Weihbischof in Sucre.
Er nahm als Konzilsvater an allen vier Sitzungsperioden des Zweiten Vatikanischen Konzils teil, wo er Sitznachbar des Linzer Diözesanbischofs Franz Zauner war.
In seiner Amtszeit errichtete er Missionsstationen, Pfarreien und Kleinkrankenhäuser. Ebenso setzte er sich für Rechte der Indios ein und baute den ersten Kurzwellensender Lateinamerikas 'Juan XXIII'. Auf Grund eines schweren Augenleidens erblindete er immer mehr und übergab 1974 die Leitung des Missionsgebietes an Bischof Bonifaz Madersbacher.
In seinem Ruhestand wirkte er noch als Spiritual bei Ordensschwestern und als Beichtvater. José Calasanz Rosenhammer starb im Alter von 103 Jahren in San Ignacio de Velasco als ältester Missionsbischof der Welt.

## Ehrungen
Im Jahr 2000 verlieh der bolivianische Präsidenten in Anerkennung seiner Verdienste José Calasanz Rosenhammer den Orden del Cóndor de los Andes, die höchste Auszeichnung des Landes.